# Isosaari (ö i Finland, Norra Karelen, Pielisen Karjala, lat 63,45, long 30,05)
Isosaari är en ö i Finland. Den ligger i sjön Toivaanjärvi och i kommunen Lieksa i den ekonomiska regionen  Pielinen-Karelen  och landskapet Norra Karelen, i den östra delen av landet, 400 km nordost om huvudstaden Helsingfors. Öns area är 4,1 hektar och dess största längd är 390 meter i öst-västlig riktning.